# Landschaftsschutzgebiet Oberes Strothetal

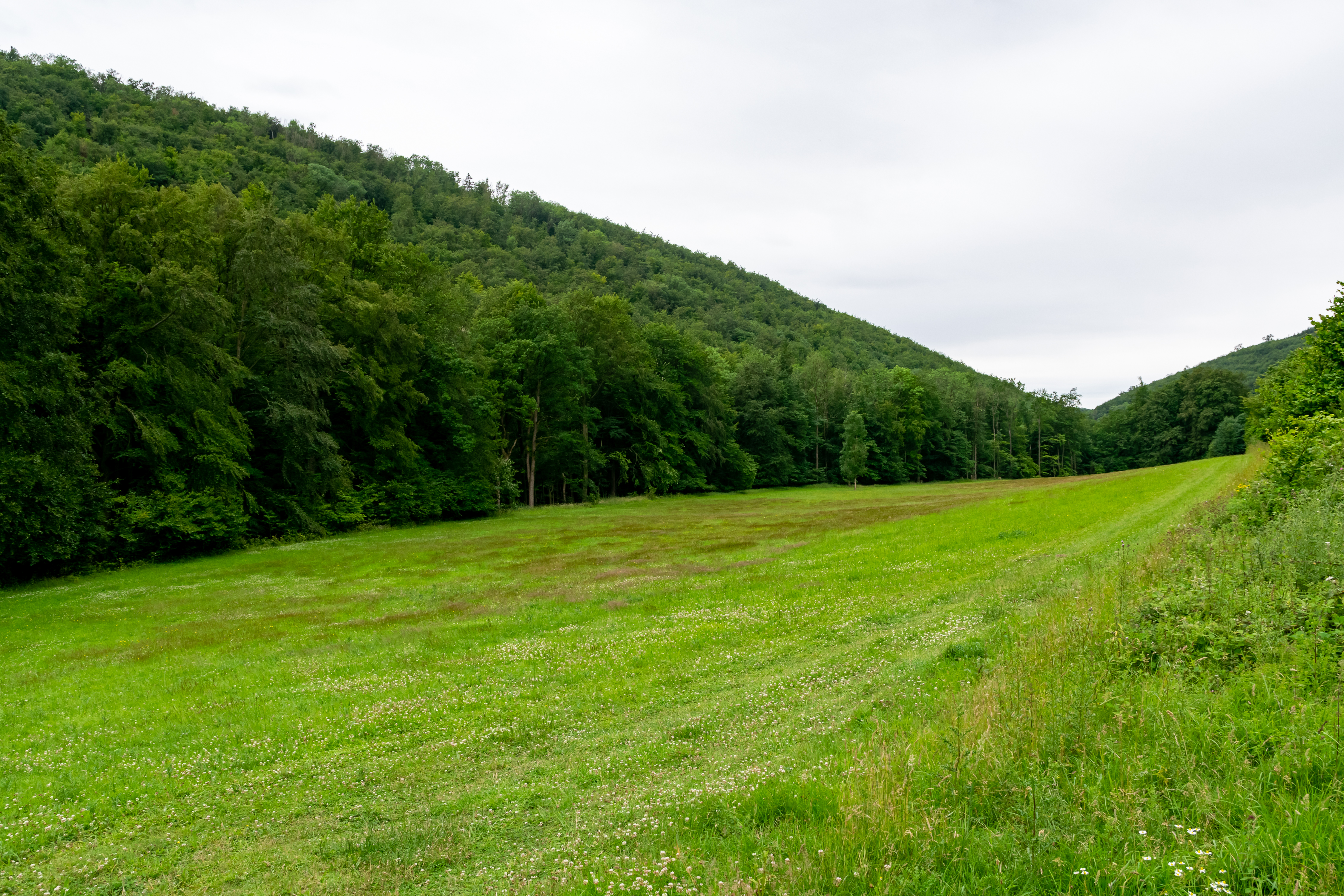
Landschaftsschutzgebiet Oberes Strothetal

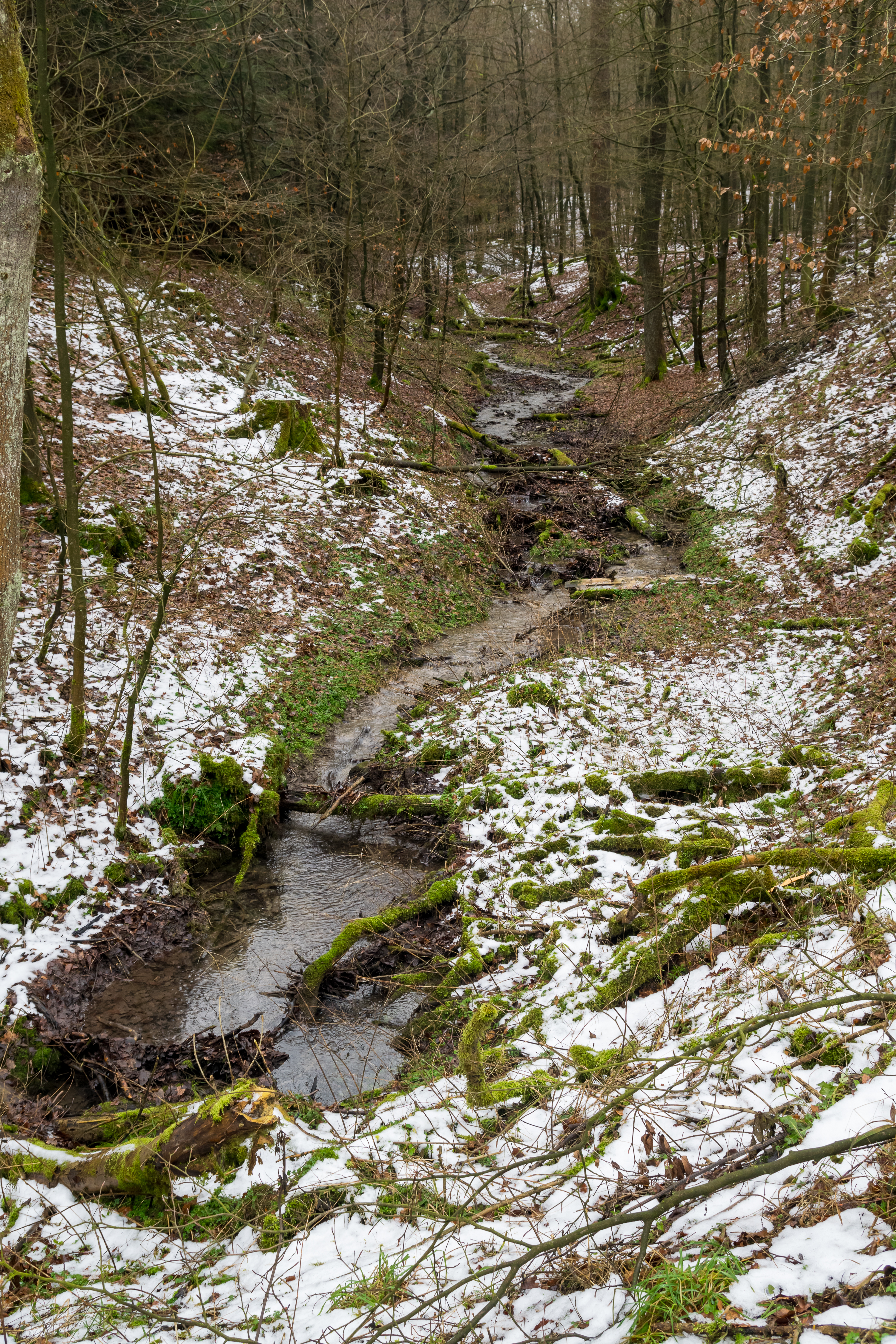
Oberlauf der Strothe

Das Landschaftsschutzgebiet Oberes Strothetal mit etwa 25 ha Flächengröße liegt im Gemeindegebiet von Schlangen und im Stadtgebiet von Horn-Bad Meinberg. Es wurde 2005 mit dem Landschaftsplan  Nr. 10 Horn-Bad Meinberg/Schlangen durch den Kreistag des Kreises Lippe als Landschaftsschutzgebiet (LSG) ausgewiesen.

## Beschreibung
Das Landschaftsschutzgebiet liegt östlich von Kohlstädt. Die Grenze zwischen Schlangen und Horn-Bad Meinberg verläuft durch das LSG. Die Bundesstraße 1 bildet meist die Nordgrenze, wobei die B 1 an einer Stelle das LSG zerschneidet. Das LSG umfasst die schmale Bachniederung im Kerbsohlental der Strothe mit dem naturnahen Bachlauf und angrenzenden Hangbereichen. In Trockenzeit fällt die Strothe zeitweilig trocken. Der Bach hat sich teils tief eingegraben. Am Bach steht ein schmaler „Bach-Erlen-Eschenwald, dem sich nach Süden häufig buchenreiche Wälder mit örtlich dichter und farnreicher Krautschicht anschließen.“

## Schutzzwecke für das LSG
Laut Landschaftsplan erfolgte die Ausweisung des LSG
- „zur Erhaltung der Leistungsfähigkeit des Naturhaushaltes,“
- „zur Erhaltung und Wiederherstellung eines Waldbereiches mit unterschiedlichen Feuchtestufen,“
- „zur Erhaltung eines Waldkomplexes in der Zerfallphase, wegen der Eigenart und Schönheit des alten Hudewaldes,“
- „zur Sicherung der das Landschaftsbild prägenden Alt- und Totholzbestände.“[1]

## Rechtliche Vorschriften
Im Landschaftsschutzgebiet ist unter anderem das Errichten bzw. Anlegen von Bauten und Fischteichen verboten. Grün- und Brachland darf nicht in eine andere Nutzungsart umgewandelt oder umgebrochen werden. Es ist im LSG verboten, Hunde frei laufen zu lassen, ausgenommen ist die ordnungsgemäße Jagd und Hof- und Gartenbereiche. Obstbäume auf Obstwiesen und Einzelbäume dürfen nur gefällt werden, wenn dies einvernehmlich mit der Unteren Landschaftsbehörde abgestimmt wurde und entsprechende Ersatzbäume gepflanzt werden.